# 대니얼 베넷
대니얼 마크 베넷(영어: Daniel Mark Bennett, 1978년 1월 7일 ~ )은 잉글랜드 태생 싱가포르의 전직 축구 선수로 현역 시절 수비수로 활약했으며 또한 싱가포르 대표팀 역대 국제 A매치 최다 출전 기록 보유자이자 FIFA 센추리클럽에 가입한 9명의 싱가포르 선수 가운데 한명이다.

## 초창기
1978년 1월 7일 잉글랜드 노퍽주 그레이트야머스에서 태어나 2살 무렵 가족과 함께 싱가포르로 이주하여 15세 때이던 1993년 탄종파가르 유나이티드 유소년팀에서 처음 축구를 시작했다.

## 선수 경력

### 클럽
1995년 17세의 나이에 탄종파가르 유나이티드에 입단하며 프로에 전격 입문한 뒤 2022년 은퇴할 때까지 27년동안 프로 공식전 통산 627경기 18골을 기록하면서 탄종파가르의 2001 시즌 싱가포르 프리미어리그 4위, 렉섬 AFC의 2002-03 시즌 잉글리시 풋볼 3부 리그 3위 및 FAW 프리미어컵 우승, 워리어스 FC의 싱가포르 프리미어리그 5회 우승(2002, 2007, 2008, 2009, 2014) 및 2번의 리그 3위(2003, 2011), 싱가포르컵 3회 우승(2007, 2008, 2012), 2회 연속 AFC 챔피언스리그 투 8강 진출(2007, 2008), 싱가포르 커뮤니티 실드 3회 우승(2008, 2010, 2015) 및 1회 준우승(2013), 우드랜즈 웰링턴의 2005 시즌 리그 3위와 싱가포르 리그컵 준우승, 탬피니스 로버스의 싱가포르 프리미어리그 3회 준우승(2017, 2019, 2020), 2019 시즌 싱가포르컵 우승, 싱가포르 커뮤니티 실드 2020 시즌 우승 및 2회 연속 준우승(2017, 2018), 2021 시즌 리그 4위 및 3년만의 ACL 투 진출 등의 굵직한 성과들을 남겼다.

### 국가대표팀
2002년 12월 11일 싱가포르 A대표팀 소속으로 필리핀과의 친선 경기에서 국제 A매치 데뷔전을 치른 뒤 이듬해인 2003년 8월 4일 홍콩과의 친선 경기에서 A매치 데뷔골을 신고했다.
이후 2017년까지 15년간 싱가포르의 주축 수비수로 활약하며 아세안 챔피언십 3회 우승(2004, 2007, 2012)에 기여했고 2011년 8월 24일 열린 태국과의 친선 경기에서는 개인 A매치 통산 100번째 경기에 출전하며 FIFA 센추리클럽 가입을 이뤄냈으며 2017년 A매치 통산 142경기 7골이라는 싱가포르 대표팀 역대 A매치 최다 출전 기록을 남긴 뒤 국가대표팀 유니폼을 반납했다.

## 대회 성적

### 클럽
탄종파가르 유나이티드
- 싱가포르 프리미어리그 : 4위 (2001)

 렉섬 AFC
- 잉글리시 풋볼 3부 리그 : 3위 (2002-03)
- FAW 프리미어컵 : 우승 (2002-03)

워리어스 FC
- 싱가포르 프리미어리그 : 우승 (2002, 2007, 2008, 2009, 2014), 3위 (2003, 2011)
- 싱가포르컵 : 우승 (2007, 2008, 2012)
- 싱가포르 커뮤니티 실드 : 우승 (2008, 2010, 2015), 준우승 (2013)

우드랜즈 웰링턴
- 싱가포르 프리미어리그 : 3위 (2005)
- 싱가포르 리그컵 : 준우승 (2005)

탬피니스 로버스
- 싱가포르 프리미어리그 : 준우승 (2017, 2019, 2020), 4위 (2021)
- 싱가포르컵 : 우승 (2019)
- 싱가포르 커뮤니티 실드 : 우승 (2020), 준우승 (2017, 2018)

### 국가대표팀
싱가포르
- 아세안 챔피언십 : 우승 (2004, 2007, 2012)

### 개인
- 싱가포르 프리미어리그 올해의 선수 : 2001

## 같이 보기
- A매치 100경기 이상 출전한 축구 선수 명단